# Eurobusiness Parc Oradea
Eurobusiness Parc Oradea este un parc industrial din orașul Oradea.
Este deținut integral de municipalitate și este situat la ieșirea din Oradea, pe drumul E60 spre Ungaria, la 4 km de graniță.
Parcul, cu o suprafață de 121 hectare, este situat în zona industrială a orașului.
Terenul se află la mai puțin de 500 de metri de linia ferată, maximum un kilometru de punctul vamal, la 4 kilometri de granița cu Ungaria și tot la 4 kilometri de centrul orașului.
În același timp, distanța până la aeroport este de 5 kilometri.
În iulie 2010, parcul avea 18 chiriași.